# Kläranlage Himmerland
Koordinaten: 56° 44′ 32″ N, 10° 6′ 50,2″ O
| Kläranlage Himmerland |

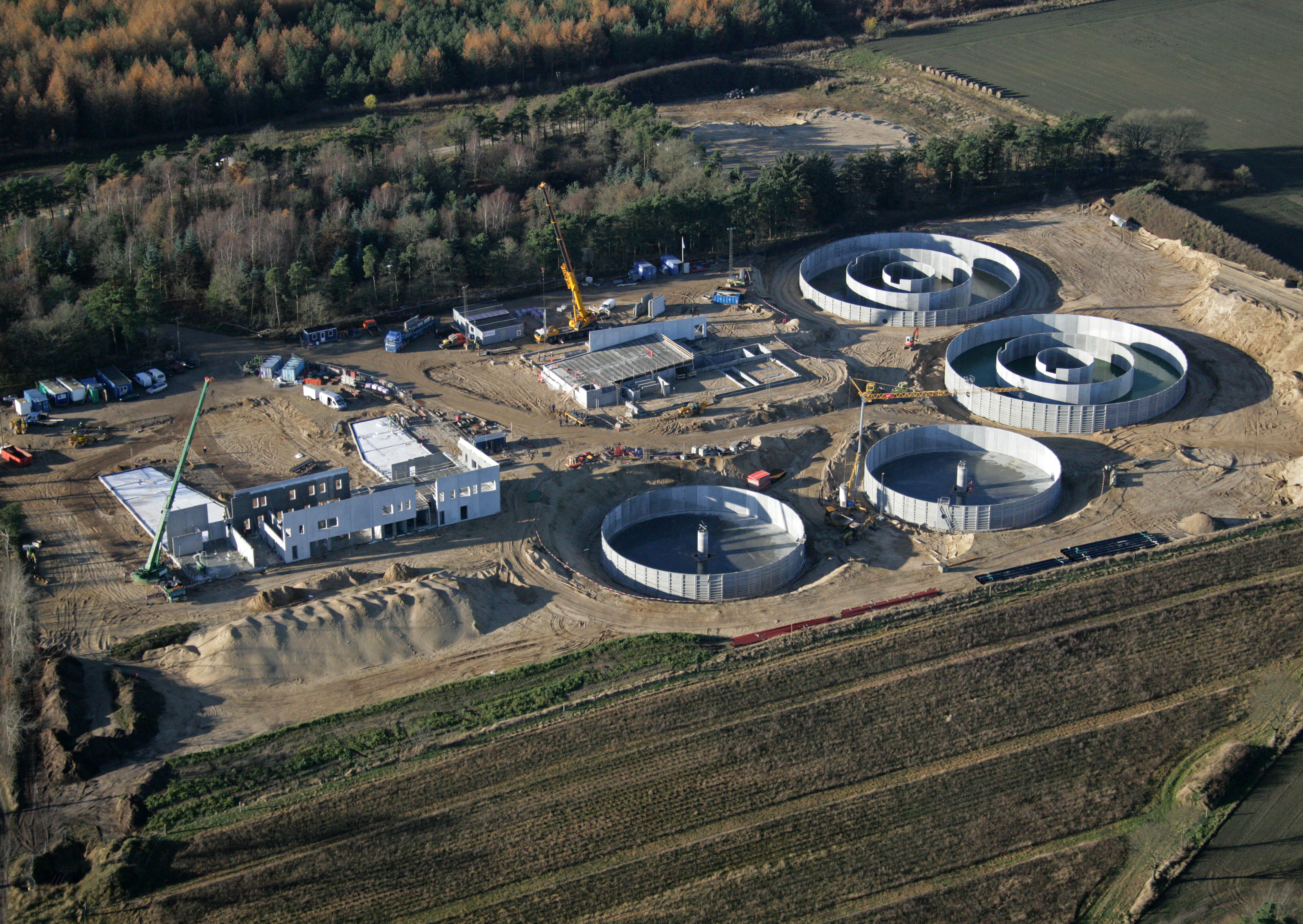
Luftaufnahme von der Kläranlage Himmerland während des Baus im November 2012

Mariagerfjorder Kläranlagenbecken im Dezember 2012

Die Kläranlage Himmerland (dänisch Himmerlands Renseanlæg) ist eine Kläranlage, die in Mariagerfjord Kommune, nördlich von Hadsund in Dänemark neu gebaut wurde. Im Endausbau wird Kläranlage zehn ältere kleine Anlagen in Mariagerfjord Kommune ersetzen.

## Geschichte
Baubeginn des Projektes war im März 2012. Die neue Kläranlage in Mariagerfjord Kommune wurde im Herbst 2013 fertiggestellt und am 22. Oktober 2013 in Betrieb genommen. Die neue Anlage wird seit Fertigstellung von der Firma Mariagerfjord Vand A/S kommunal betrieben. 2014 wurden die Kläranlagen in Oue und Hobro stillgelegt, es bestanden noch die Kläranlagen in Assens (Stilllegung 2015/) und die alte Anlage in Mariager (Stilllegung 2016). Die alten Kläranlagen in Astrup, Tisted, Glerup, Als Odde und Hadsund wurden bereits zwischen 2013 und 2014 außer Betrieb genommen.
Die neue große Kläranlage entstand auf einer Fläche von etwa 7,5 Hektar, die zuvor von den Betreibern erworben wurde. Auf dem Betriebsgelände der Kläranlage stehen weitere Betriebs- und Verwaltungsgebäude. Die Nutzfläche dieser Bauwerke umfasst ca. 900 m² Büro-, Besprechungs- und Sozialeinrichtungen sowie ca. 1100 m² Werkstätten und Lagerhallen.
Zum ersten Mal seit der Mitte des 19. Jahrhunderts wurde in Dänemark eine derartig große Kläranlage gebaut. Die neue Kläranlage in der Mariagerfjord Kommune hat ca. rund 400 Millionen Kronen gekostet. Die Anlage wurde am 11. November 2013 offiziell in Betrieb genommen sowie durch H. C. Maarup, den Bürgermeister der Mariagerfjord Kommune, eingeweiht und übergeben. Mit der Inbetriebnahme wurden die alten Kläranlage in Hadsund und die Als Odde Rensningsanlæg stillgelegt.